# Kerspleben
Kerspleben, Erfurt-Kerspleben – dzielnica miasta Erfurt w Niemczech, w kraju związkowym Turyngia.